# Càmera d'Or (Festival de Canes)
La Càmera d'or del Festival Internacional de Cinema de Canes és un premi cinematogràfic creat el 1978 per Gilles Jacob per donar suport al talent prometedor de joves artistes. Recompensa la millor primera pel·lícula de totes les seccions: Selecció oficial (competició i Una Certa Mirada), la Quinzena dels realitzadors i la Setmana de la crítica. Aquest premi, establert per un jurat independent, es dona en la cerimònia de clausura del festival.

## Palmarès
- 1978: Alambrista! de Robert Malcolm Young
- 1979: La llum del nord de John Hanson
- 1980: Istòria d'Adrian de Jean-Pierre Denis
- 1981: Desperado City de Vadim Glowna
- 1982: Morir a trenta anys de Romain Goupil
- 1983: Adj király katonát de Pal Erdoss
- 1984: Estranys al paradís de Jim Jarmusch
- 1985: Oriana de Fina Torres
- 1986: Noir et blanc de Claire Devers
- 1987: Robinzoniada, anu chemi ingliseli Papa de Nana Jorjadze
- 1988: Salaam Bombay! de Mira Nair
- 1989: Az én XX. századom de Ildiko Enyedi
- 1990: Zamri oumi Voskresni de Vitali Kanevski
- 1991: Toto le héros de Jaco Van Dormael
- 1992: Mac de John Turturro
- 1993: L'Odeur de la papaye verte de Tran Anh Hung
- 1994: Petits arrangements avec les morts de Pascale Ferran
- 1995: Badkonak-E Sefid de Jafar Panahi
- 1996: Love serenade de Shirley Barrett
- 1997: Moe no suzaku de Naomi Kawase
- 1998: Slam de Marc Levin
- 1999: Marana Simhasanam de Murali Nair
- 2000: ex-æquo Djomeh de Hassan Yekpatanah i Zamāni barāye masti-ye asbhā de Bahman Ghobadi
- 2001: Atanarjuat the fast runner de Zacharias Kunuk
- 2002: Bord de mer de Julie Lopes-Curval
- 2003: Reconstruction de Christoffer Boe
- 2004: Or (mon trésor) de Keren Yedaya
- 2005: ex-æquo Sulanga Enu Pinisa de Vimukthi Jayasundara i Me and You and Everyone we Know de Miranda July
- 2006: A fost sau n-a fost? de Corneliu Porumboiu
- 2007: Meduzot de Etgar Keret i Shira Geffen
- 2008: Hunger de Steve McQueen
- 2009: Samson and Delilah de Warwick Thornton
- 2010: Año bisiesto de Michael Rowe
- 2011: Las Acacias de Pablo Giorgelli
- 2012: Beasts of the Southern Wild de Benh Zeitlin
- 2013: Ilo Ilo (爸妈不在家) d'Anthony Chen
- 2014: Party Girl de Marie Amachoukeli, Claire Burger i Samuel Theis

## Camèra d'Or; Menció especial
Alguns anys, algunes pel·lícules que no guanyaven el premi van rebre una menció especial per a la seva qualitat excel·lent com a primera característica a Cannes. També anomenat Càmera d'Or, menció o Càmera d'Or, Menció d'honor .
- 1989:  Wallers letzter Gang , de Christian Wagner i Piravi de Shaji N. Karun
- 1990:  Cas dluhu  d'Irena Pavlásková, i Farendj de Sabine Prenczina
- 1991: Proof de Jocelyn Moorhouse i Sam & Me de Deepa Mehta
- 1993: Friends d'Elaine Proctor
- 1994: Samt el qusur de Moufida Tlatli
- 1995: Denise Calls Up de Hal Salwen
- 1997: La Vie de Jésus de Bruno Dumont
- 2002: Japón de Carlos Reygadas
- 2003: Osama (أسامة) de Siddiq Barmak
- 2004: Lu Cheng de Yang Chao i Khab-e talkh de Mohsen Amiryoussefi
- 2007: Control d'Anton Corbijn
- 2008: Vse umrut, a ya ostanus de Valeriya Gai Germanika
- 2009: Ajami de Scandar Copti i Yaron Shani